# Mycteria ibis

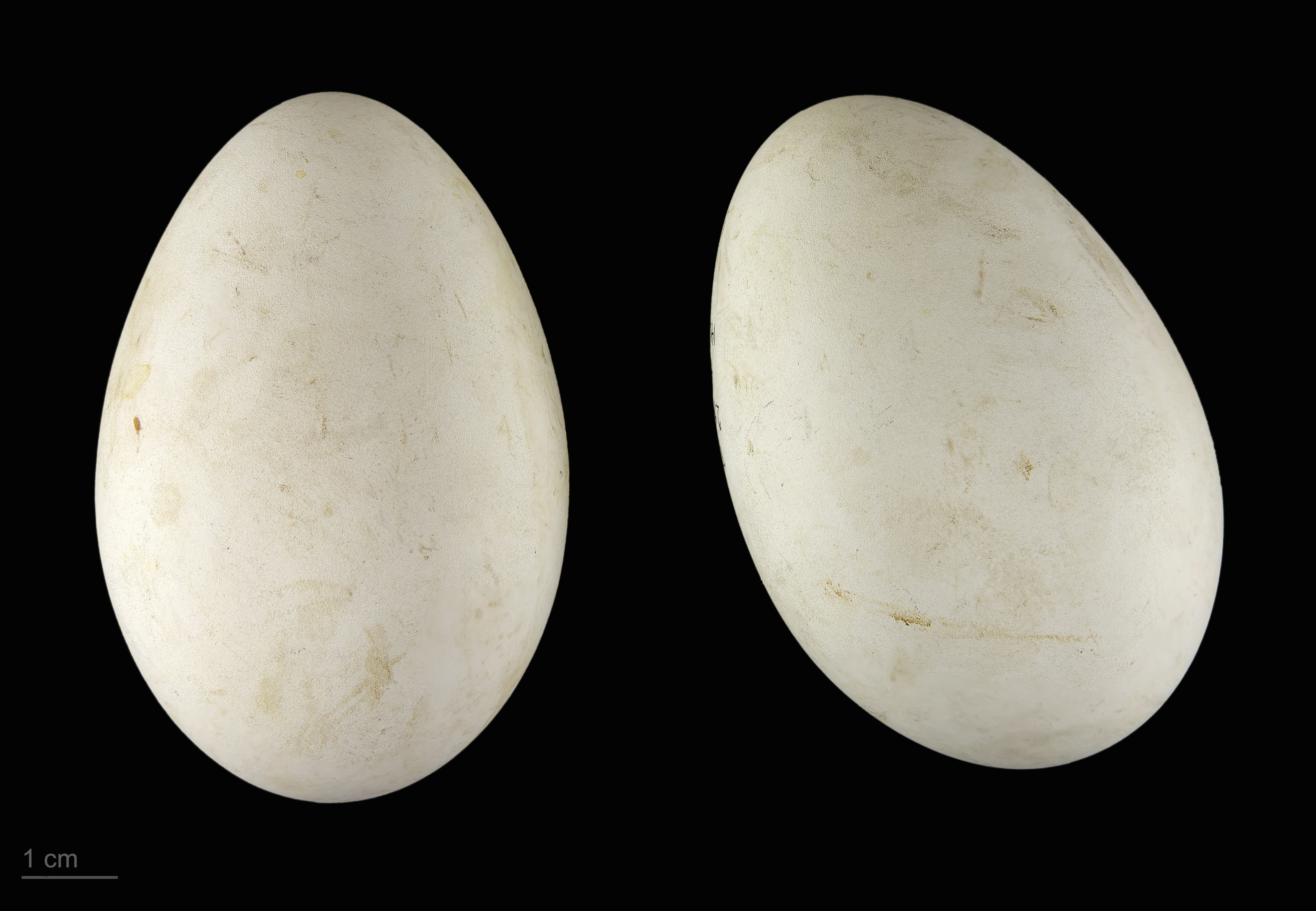
Mycteria ibis - MHNT

El tántalo africano (Mycteria ibis) es una especie de ave Ciconiiforme de la familia Ciconiidae ampliamente distribuido por África.